# Stella Bergsma
Stella Bergsma (Amsterdam, 23 augustus 1970) is een Nederlands romanschrijfster, columniste, dichteres en zangeres.

## Biografie
Bergsma, geboren in Amsterdam, groeide op in Naarden en studeerde film- en televisiewetenschappen en filosofie aan de Universiteit van Amsterdam.
Vanaf 2003 was zij werkzaam als actrice en regisseuse.
Van 1999 tot 2006 zong Bergsma in de band Iuno en sinds 2007 is zij zangeres en beatpoet in de groep EinsteinBarbie.
In 2011 kwam haar bundel Cupcakes uit bij Lebowski Publishers, met Nederlands- en Engelstalige gedichten en songteksten. In 2013 publiceerde zij verschillende artikelen in de Volkskrant, Opzij, Joop.nl en ThePostOnline en verschenen er een verhaal en enkele gedichten van haar hand in de verzamelbundel Achievers Zomerboek van Lebowski Publishers.
Voor deze uitgeverij vertaalde ze in 2014 met drie andere dichters (onder wie F. Starik) ook de gedichten van Charles Bukowski (De laatste nacht van de aarde).
In 2016 verscheen haar debuutroman Pussy album bij Nijgh & Van Ditmar en schreef zij columns voor de Volkskrant, De Morgen en Vrij Nederland. In 2016 was ze een van de deelnemers aan de tv-quiz De Slimste Mens.
In 2017 wisselde zij een wekelijkse column over vergeten woorden af met Sylvia Witteman in de Volkskrant, schreef zij een wekelijkse column voor HP/De Tijd en was zij regelmatig te gast in tv-praatprogramma's als Jinek, Pauw en De Wereld Draait Door. Samen met Kluun schreef zij het Boekenballied voor het Boekenbal van 2017.
Bergsma stond met Saskia Noort en Georgina Verbaan op Lowlands 2017 en Lowlands 2018 met het literaire programma Noort, Verbaan & Bergsma.
In 2019 en 2020 was Bergsma een van de vaste gasten in het wekelijkse tv-praatprogramma Ladies Night van Net5, waarin de vrouwelijke en persoonlijke blik op de actualiteit centraal stond. In 2021 was ze een van de vaste presentatoren van de Twitter-show Mankementenshow (samen met Jelmer Visser, Willem Treur, en sidekick Kelvin Voskuijl).
In 2022 deed Bergsma mee aan seizoen 3 van het tv-programma De Verraders. In datzelfde jaar was ze te gast in het tv-programma De Kist. Op 23 maart 2022 zond Net5 haar tv-documentaire Sorry voor de tieten uit, waarin Bergsma claimt dat op het in het openbaar tonen van vrouwenborsten een taboe rust.
In 2023 tourt Bergsma samen met Saskia Noort, wisselende gastschrijfsters en een driekoppige band langs de Nederlandse theaters met de voorstelling Unbeschreiblich Weiblich, waarin zij ingaan op de vraag wat het betekent om een vrouw te zijn.

## Sletvrees
Bergsma is de bedenkster van de term 'sletvrees'. Ze definieerde het als "de angst voor onbeteugelde vrouwelijke seksualiteit".
Sunny Bergman heeft de term gebruikt als titel voor een documentaire en boek.
Het woord was genomineerd voor woord van het jaar 2013. In 2014 werd het opgenomen in het Van Dale Groot woordenboek van de Nederlandse taal (de 'Dikke Van Dale') met als betekenis "angst van vrouwen om voor slet te worden aangezien, m.n. zulke gedragsbepalende angst, waardoor zij zich niet of niet openlijk overgeven aan vrij seksueel verkeer".

## #ZegHet
Samen met Anke Laterveer en Anousha Nzume nam Bergsma op 2 november 2015 het initiatief om eigen ervaringen met seksueel misbruik te delen, voorzien van de hashtag #ZegHet, en daarmee ook anderen uit te nodigen zich uit te spreken. Het initiatief leidde tot een groot aantal reacties en berichten waarin ook anderen hun verhalen deelden.